# Lenny Kravitz/Diskografie
Diese Diskografie ist eine Übersicht über die musikalischen Werke des US-amerikanischen Musikers Lenny Kravitz. Den Quellenangaben und Schallplattenauszeichnungen zufolge hat er bisher mehr als 28,3 Millionen Tonträger verkauft, davon allein in seinem Heimatland über zwölf Millionen. Seine erfolgreichste Veröffentlichung ist das Album Greatest Hits mit mehr als zehn Millionen verkauften Einheiten.

## Alben

### Studioalben
| Jahr | Titel Musiklabel                                      | Höchstplatzierung, Gesamtwochen, AuszeichnungChartplatzierungen (Jahr, Titel, Musiklabel, Platzierungen, Wochen, Auszeichnungen, Anmerkungen) | Höchstplatzierung, Gesamtwochen, AuszeichnungChartplatzierungen (Jahr, Titel, Musiklabel, Platzierungen, Wochen, Auszeichnungen, Anmerkungen) | Höchstplatzierung, Gesamtwochen, AuszeichnungChartplatzierungen (Jahr, Titel, Musiklabel, Platzierungen, Wochen, Auszeichnungen, Anmerkungen) | Höchstplatzierung, Gesamtwochen, AuszeichnungChartplatzierungen (Jahr, Titel, Musiklabel, Platzierungen, Wochen, Auszeichnungen, Anmerkungen) | Höchstplatzierung, Gesamtwochen, AuszeichnungChartplatzierungen (Jahr, Titel, Musiklabel, Platzierungen, Wochen, Auszeichnungen, Anmerkungen) | Anmerkungen                                                   |
| Jahr | Titel Musiklabel                                      | DE | AT | CH | UK | US | Anmerkungen                                                   |
| ---- | ----------------------------------------------------- | --- | --- | --- | --- | --- | ------------------------------------------------------------- |
| 1989 | Let Love Rule Virgin Records (WEA)                    | — | — | CH12 Gold · (16 Wo.)CH | UK56 Gold · (4 Wo.)UK | US61 Gold · (28 Wo.)US | Erstveröffentlichung: 6. September 1989 Verkäufe: + 875.000   |
| 1991 | Mama Said Virgin Records (WEA)                        | DE20 Gold · (29 Wo.)DE | AT12 Gold · (22 Wo.)AT | CH5 Gold · (26 Wo.)CH | UK8 Platin · (28 Wo.)UK | US39 Platin · (40 Wo.)US | Erstveröffentlichung: 2. April 1991 Verkäufe: + 2.180.000     |
| 1993 | Are You Gonna Go My Way Virgin Records (EMI)          | DE7 Gold · (24 Wo.)DE | AT3 (24 Wo.)AT | CH1 Platin · (29 Wo.)CH | UK1 Platin · (50 Wo.)UK | US12 ×2Doppelplatin · (60 Wo.)US | Erstveröffentlichung: 1. März 1993 Verkäufe: + 3.625.000      |
| 1995 | Circus Virgin Records (EMI)                           | DE8 (11 Wo.)DE | AT3 (16 Wo.)AT | CH1 Gold · (12 Wo.)CH | UK5 Gold · (5 Wo.)UK | US10 Gold · (16 Wo.)US | Erstveröffentlichung: 8. September 1995 Verkäufe: + 1.062.500 |
| 1998 | 5 Virgin Records (EMI)                                | DE6 Gold · (67 Wo.)DE | AT1 Gold · (48 Wo.)AT | CH3 Platin · (66 Wo.)CH | UK18 Gold · (19 Wo.)UK | US28 ×2Doppelplatin · (110 Wo.)US | Erstveröffentlichung: 11. Mai 1998 Verkäufe: + 4.420.000      |
| 2001 | Lenny Virgin Records (EMI)                            | DE5 Platin · (55 Wo.)DE | AT1 Gold · (48 Wo.)AT | CH3 Platin · (53 Wo.)CH | UK55 (2 Wo.)UK | US12 Platin · (17 Wo.)US | Erstveröffentlichung: 29. Oktober 2001 Verkäufe: + 2.200.000  |
| 2004 | Baptism Virgin Records (EMI)                          | DE2 Gold · (15 Wo.)DE | AT4 Platin · (19 Wo.)AT | CH3 Gold · (20 Wo.)CH | UK74 (1 Wo.)UK | US14 Gold · (33 Wo.)US | Erstveröffentlichung: 17. Mai 2004 Verkäufe: + 780.000        |
| 2008 | It Is Time for a Love Revolution Virgin Records (EMI) | DE3 Gold · (21 Wo.)DE | AT2 Gold · (22 Wo.)AT | CH1 Gold · (34 Wo.)CH | UK42 (2 Wo.)UK | US4 (9 Wo.)US | Erstveröffentlichung: 4. Februar 2008 Verkäufe: + 360.000     |
| 2011 | Black and White America Roadrunner Records (WMG)      | DE1 (14 Wo.)DE | AT2 (8 Wo.)AT | CH1 Gold · (21 Wo.)CH | UK75 (1 Wo.)UK | US18 (3 Wo.)US | Erstveröffentlichung: 23. August 2011 Verkäufe: + 95.000      |
| 2014 | Strut Roxie Records (Kobalt)                          | DE2 (13 Wo.)DE | AT3 (14 Wo.)AT | CH2 (19 Wo.)CH | UK21 (3 Wo.)UK | US19 (4 Wo.)US | Erstveröffentlichung: 18. September 2014                      |
| 2018 | Raise Vibration Roxie Records (BMG)                   | DE3 (8 Wo.)DE | AT4 (7 Wo.)AT | CH3 (13 Wo.)CH | UK19 (1 Wo.)UK | US43 (1 Wo.)US | Erstveröffentlichung: 7. September 2018                       |
| 2024 | Blue Electric Light Roxie Records (BMG)               | DE5 (3 Wo.)DE | AT4 (4 Wo.)AT | CH2 (9 Wo.)CH | UK73 (1 Wo.)UK | — | Erstveröffentlichung: 24. Mai 2024                            |

### Kompilationen
| Jahr | Titel Musiklabel                   | Höchstplatzierung, Gesamtwochen, AuszeichnungChartplatzierungen (Jahr, Titel, Musiklabel, Platzierungen, Wochen, Auszeichnungen, Anmerkungen) | Höchstplatzierung, Gesamtwochen, AuszeichnungChartplatzierungen (Jahr, Titel, Musiklabel, Platzierungen, Wochen, Auszeichnungen, Anmerkungen) | Höchstplatzierung, Gesamtwochen, AuszeichnungChartplatzierungen (Jahr, Titel, Musiklabel, Platzierungen, Wochen, Auszeichnungen, Anmerkungen) | Höchstplatzierung, Gesamtwochen, AuszeichnungChartplatzierungen (Jahr, Titel, Musiklabel, Platzierungen, Wochen, Auszeichnungen, Anmerkungen) | Höchstplatzierung, Gesamtwochen, AuszeichnungChartplatzierungen (Jahr, Titel, Musiklabel, Platzierungen, Wochen, Auszeichnungen, Anmerkungen) | Anmerkungen                                                   |
| Jahr | Titel Musiklabel                   | DE | AT | CH | UK | US | Anmerkungen                                                   |
| ---- | ---------------------------------- | --- | --- | --- | --- | --- | ------------------------------------------------------------- |
| 2000 | Greatest Hits Virgin Records (EMI) | DE2 ×2Doppelplatin · (58 Wo.)DE | AT1 Platin · (53 Wo.)AT | CH2 Platin · (62 Wo.)CH | UK12 ×2Doppelplatin · (24 Wo.)UK | US2 ×3Dreifachplatin · (95 Wo.)US | Erstveröffentlichung: 20. Oktober 2000 Verkäufe: + 10.000.000 |

### EPs
| Jahr | Titel Musiklabel                                     | Anmerkungen                |
| ---- | ---------------------------------------------------- | -------------------------- |
| 1993 | Is There Any Love in the World? Virgin Records (EMI) | Erstveröffentlichung: 1993 |

## Singles

### Als Leadmusiker
| Jahr | Titel Album                                                    | Höchstplatzierung, Gesamtwochen, AuszeichnungChartplatzierungen (Jahr, Titel, Album, Platzierungen, Wochen, Auszeichnungen, Anmerkungen) | Höchstplatzierung, Gesamtwochen, AuszeichnungChartplatzierungen (Jahr, Titel, Album, Platzierungen, Wochen, Auszeichnungen, Anmerkungen) | Höchstplatzierung, Gesamtwochen, AuszeichnungChartplatzierungen (Jahr, Titel, Album, Platzierungen, Wochen, Auszeichnungen, Anmerkungen) | Höchstplatzierung, Gesamtwochen, AuszeichnungChartplatzierungen (Jahr, Titel, Album, Platzierungen, Wochen, Auszeichnungen, Anmerkungen) | Höchstplatzierung, Gesamtwochen, AuszeichnungChartplatzierungen (Jahr, Titel, Album, Platzierungen, Wochen, Auszeichnungen, Anmerkungen) | Anmerkungen                                                       |
| Jahr | Titel Album                                                    | DE | AT | CH | UK | US | Anmerkungen                                                       |
| ---- | -------------------------------------------------------------- | --- | --- | --- | --- | --- | ----------------------------------------------------------------- |
| 1989 | Let Love Rule                                                  | — | — | CH59 (1 Wo.)CH | UK39 (5 Wo.)UK | US89 (4 Wo.)US | Erstveröffentlichung: 24. Juli 1989 Charteinstiege: 1990          |
| 1990 | I Build This Garden for Us Let Love Rule                       | — | — | — | UK83 (3 Wo.)UK | — | Erstveröffentlichung: 29. Januar 1990                             |
| 1990 | Mr. Cab Driver Let Love Rule                                   | — | — | — | UK58 (4 Wo.)UK | — | Erstveröffentlichung: 29. Juni 1990                               |
| 1990 | Does Anybody Out There Even Care Let Love Rule                 | — | — | — | — | — | Erstveröffentlichung: 1990                                        |
| 1991 | Always on the Run Mama Said                                    | — | — | CH25 (1 Wo.)CH | UK41 (3 Wo.)UK | — | Erstveröffentlichung: 18. März 1991 Gastmusiker: Slash            |
| 1991 | It Ain’t Over ’Til It’s Over Mama Said                         | DE43 (19 Wo.)DE | AT25 (2 Wo.)AT | — | UK11 Silber · (8 Wo.)UK | US2 (19 Wo.)US | Erstveröffentlichung: 3. Juni 1991 Verkäufe: + 260.000            |
| 1991 | Stand by My Woman Mama Said                                    | DE66 (9 Wo.)DE | — | — | UK55 (3 Wo.)UK | US76 (7 Wo.)US | Erstveröffentlichung: 21. Oktober 1991                            |
| 1991 | Fields of Joy Mama Said                                        | — | — | — | — | — | Erstveröffentlichung: 1991                                        |
| 1991 | What the Fuck Are We Saying? Mama Said                         | — | — | — | — | — | Erstveröffentlichung: 1991                                        |
| 1991 | What Goes Around Comes Around Mama Said                        | — | — | — | — | — | Erstveröffentlichung: 1991                                        |
| 1992 | Stop Draggin’ Around Mama Said                                 | — | — | — | — | — | Erstveröffentlichung: 1992                                        |
| 1993 | Are You Gonna Go My Way                                        | DE25 (17 Wo.)DE | AT24 (4 Wo.)AT | CH12 (20 Wo.)CH | UK4 Gold · (11 Wo.)UK | — | Erstveröffentlichung: 8. Februar 1993 Verkäufe: + 955.000         |
| 1993 | Believe Are You Gonna Go My Way                                | DE74 (7 Wo.)DE | — | — | UK30 (5 Wo.)UK | US60 (17 Wo.)US | Erstveröffentlichung: 10. Mai 1993 Verkäufe: + 40.000             |
| 1993 | Heaven Help / Spinning Around over You Are You Gonna Go My Way | DE98 (1 Wo.)DE | — | — | UK20 (7 Wo.)UK | US80 (3 Wo.)US | Erstveröffentlichung: 9. August 1993                              |
| 1993 | Is There Any Love in Your Heart Are You Gonna Go My Way        | — | — | — | UK52 (2 Wo.)UK | — | Erstveröffentlichung: 22. November 1993                           |
| 1995 | Rock and Roll Is Dead Circus                                   | — | — | CH24 (5 Wo.)CH | UK22 (4 Wo.)UK | US75 (2 Wo.)US | Erstveröffentlichung: 23. August 1995                             |
| 1995 | Circus                                                         | — | — | — | UK54 (2 Wo.)UK | — | Erstveröffentlichung: 26. September 1995                          |
| 1996 | Can’t Get You off My Mind Circus                               | — | — | — | UK54 (2 Wo.)UK | US62 (20 Wo.)US | Erstveröffentlichung: 9. Februar 1996                             |
| 1996 | The Resurrection (Live) –                                      | — | — | — | — | — | Erstveröffentlichung: 1996                                        |
| 1998 | If You Can’t Say No 5                                          | — | AT35 (4 Wo.)AT | CH39 (3 Wo.)CH | UK48 (2 Wo.)UK | — | Erstveröffentlichung: 27. April 1998                              |
| 1998 | Thinking of You 5                                              | — | — | — | — | — | Erstveröffentlichung: 6. Juli 1998                                |
| 1998 | I Belong to You 5                                              | DE81 (9 Wo.)DE | — | — | UK75 (2 Wo.)UK | US71 (9 Wo.)US | Erstveröffentlichung: 3. August 1998                              |
| 1998 | Fly Away 5                                                     | DE15 (24 Wo.)DE | AT11 (17 Wo.)AT | CH19 (24 Wo.)CH | UK1 Platin · (12 Wo.)UK | US12 (32 Wo.)US | Erstveröffentlichung: 9. November 1998 Verkäufe: + 805.000        |
| 1999 | American Woman Austin Powers 2 O.S.T.                          | DE78 (7 Wo.)DE | — | CH35 (8 Wo.)CH | — | US49 (21 Wo.)US | Erstveröffentlichung: 21. Juni 1999 Verkäufe: + 35.000            |
| 1999 | Black Velveteen 5                                              | — | — | CH94 (1 Wo.)CH | UK83 (1 Wo.)UK | — | Erstveröffentlichung: 29. November 1999                           |
| 2000 | Again Greatest Hits                                            | DE19 (16 Wo.)DE | AT6 (15 Wo.)AT | CH9 (22 Wo.)CH | — | US4 (32 Wo.)US | Erstveröffentlichung: 15. September 2000 Verkäufe: + 95.000       |
| 2001 | Dig In Lenny                                                   | — | AT64 (2 Wo.)AT | CH58 (6 Wo.)CH | — | US31 (20 Wo.)US | Erstveröffentlichung: 22. Oktober 2001                            |
| 2002 | Stillness of Heart Lenny                                       | DE38 (11 Wo.)DE | AT51 (7 Wo.)AT | CH31 (26 Wo.)CH | UK44 (2 Wo.)UK | — | Erstveröffentlichung: 14. Januar 2002                             |
| 2002 | Believe in Me Lenny                                            | DE14 (21 Wo.)DE | AT42 (9 Wo.)AT | CH29 (23 Wo.)CH | — | — | Erstveröffentlichung: 23. April 2002                              |
| 2002 | If I Could Fall in Love Lenny                                  | — | — | CH85 (1 Wo.)CH | — | — | Erstveröffentlichung: 30. Juli 2002                               |
| 2003 | Show Me Your Soul Bad Boys II O.S.T.                           | DE61 (6 Wo.)DE | — | CH62 (7 Wo.)CH | UK35 (2 Wo.)UK | — | Erstveröffentlichung: 2003 mit P. Diddy, Loon & Pharrell Williams |
| 2004 | Where Are We Runnin’? Baptism                                  | DE43 (9 Wo.)DE | AT27 (12 Wo.)AT | CH31 (11 Wo.)CH | — | US69 (6 Wo.)US | Erstveröffentlichung: 3. Mai 2004                                 |
| 2004 | California Baptism                                             | — | AT56 (4 Wo.)AT | CH57 (9 Wo.)CH | UK62 (2 Wo.)UK | — | Erstveröffentlichung: 2. August 2004                              |
| 2004 | Storm Baptism                                                  | — | — | — | — | US98 (1 Wo.)US | Erstveröffentlichung: 10. August 2004 feat. Jay-Z                 |
| 2004 | Calling All Angels Baptism                                     | DE72 (9 Wo.)DE | — | CH42 (7 Wo.)CH | — | — | Erstveröffentlichung: 15. November 2004 Verkäufe: + 60.000        |
| 2005 | Lady Baptism                                                   | — | — | — | — | US27 Gold · (20 Wo.)US | Erstveröffentlichung: 4. Juli 2005 Verkäufe: + 500.000            |
| 2008 | I’ll Be Waiting It Is Time for a Love Revolution               | DE6 Gold · (19 Wo.)DE | AT6 (27 Wo.)AT | CH4 Gold · (39 Wo.)CH | — | US73 (2 Wo.)US | Erstveröffentlichung: 18. Januar 2008 Verkäufe: + 265.000         |
| 2008 | Love Love Love It Is Time for a Love Revolution                | DE92 (2 Wo.)DE | — | — | — | — | Erstveröffentlichung: 18. Juli 2008                               |
| 2011 | Stand Black and White America                                  | DE44 (8 Wo.)DE | AT41 (4 Wo.)AT | CH42 (6 Wo.)CH | — | — | Erstveröffentlichung: 3. Juni 2011                                |
| 2012 | Rock Star City Life Black and White America                    | DE98 (1 Wo.)DE | AT62 (1 Wo.)AT | — | — | — | Erstveröffentlichung: 2. März 2012                                |
| 2012 | Superlove Black and White America                              | — | — | — | UK49 (3 Wo.)UK | — | Erstveröffentlichung: 29. Mai 2012 Avicii vs. Lenny Kravitz       |
| 2014 | The Chamber Strut                                              | DE17 (17 Wo.)DE | AT16 (23 Wo.)AT | CH9 (28 Wo.)CH | — | — | Erstveröffentlichung: 16. Juni 2014 Verkäufe: + 30.000            |
| 2014 | Sex Strut                                                      | — | — | — | — | — | Erstveröffentlichung: 29. Juli 2014                               |
| 2014 | New York City Strut                                            | — | — | CH34 (1 Wo.)CH | — | — | Erstveröffentlichung: 9. September 2014                           |
| 2014 | The Pleasure and the Pain Strut                                | DE80 (1 Wo.)DE | AT70 (1 Wo.)AT | CH29 (1 Wo.)CH | — | — | Erstveröffentlichung: 12. September 2014                          |
| 2018 | It’s Enough Raise Vibration                                    | — | — | — | — | — | Erstveröffentlichung: 11. Mai 2018                                |
| 2018 | Low Raise Vibration                                            | DE61 (1 Wo.)DE | — | CH69 (6 Wo.)CH | — | — | Erstveröffentlichung: 25. Mai 2018 Verkäufe: + 59.100             |
| 2018 | 5 More Days ’Til Summer Raise Vibration                        | — | — | — | — | — | Erstveröffentlichung: 25. Juli 2018                               |
| 2023 | TK421 Blue Electric Light                                      | — | — | — | — | — | Erstveröffentlichung: 12. Oktober 2023                            |
| 2024 | Human Blue Electric Light                                      | — | — | — | — | — | Erstveröffentlichung: 22. März 2024                               |
| 2024 | Paralyzed Blue Electric Light                                  | — | — | — | — | — | Erstveröffentlichung: 20. Mai 2024                                |
| 2024 | Fly –                                                          | DE— aDE | — | — | — | — | Erstveröffentlichung: 9. August 2024 mit Quavo                    |

### Als Gastmusiker
| Jahr | Titel Album                                   | Höchstplatzierung, Gesamtwochen, AuszeichnungChartplatzierungen (Jahr, Titel, Album, Platzierungen, Wochen, Auszeichnungen, Anmerkungen) | Höchstplatzierung, Gesamtwochen, AuszeichnungChartplatzierungen (Jahr, Titel, Album, Platzierungen, Wochen, Auszeichnungen, Anmerkungen) | Höchstplatzierung, Gesamtwochen, AuszeichnungChartplatzierungen (Jahr, Titel, Album, Platzierungen, Wochen, Auszeichnungen, Anmerkungen) | Höchstplatzierung, Gesamtwochen, AuszeichnungChartplatzierungen (Jahr, Titel, Album, Platzierungen, Wochen, Auszeichnungen, Anmerkungen) | Höchstplatzierung, Gesamtwochen, AuszeichnungChartplatzierungen (Jahr, Titel, Album, Platzierungen, Wochen, Auszeichnungen, Anmerkungen) | Anmerkungen                                                             |
| Jahr | Titel Album                                   | DE | AT | CH | UK | US | Anmerkungen                                                             |
| ---- | --------------------------------------------- | --- | --- | --- | --- | --- | ----------------------------------------------------------------------- |
| 1993 | The Buddha of Suburbia                        | — | — | — | UK35 (3 Wo.)UK | — | Erstveröffentlichung: 19. November 1993 David Bowie feat. Lenny Kravitz |
| 2001 | God Gave Me Everything Goddess in the Doorway | DE60 (9 Wo.)DE | AT57 (4 Wo.)AT | CH77 (5 Wo.)CH | — | — | Erstveröffentlichung: 6. Dezember 2001 Mick Jagger feat. Lenny Kravitz  |

## Videoalben
| Jahr | Titel                                            | Höchstplatzierung, Gesamtwochen, AuszeichnungChartplatzierungen (Jahr, Titel, Platzierungen, Wochen, Auszeichnungen, Anmerkungen) | Höchstplatzierung, Gesamtwochen, AuszeichnungChartplatzierungen (Jahr, Titel, Platzierungen, Wochen, Auszeichnungen, Anmerkungen) | Höchstplatzierung, Gesamtwochen, AuszeichnungChartplatzierungen (Jahr, Titel, Platzierungen, Wochen, Auszeichnungen, Anmerkungen) | Höchstplatzierung, Gesamtwochen, AuszeichnungChartplatzierungen (Jahr, Titel, Platzierungen, Wochen, Auszeichnungen, Anmerkungen) | Höchstplatzierung, Gesamtwochen, AuszeichnungChartplatzierungen (Jahr, Titel, Platzierungen, Wochen, Auszeichnungen, Anmerkungen) | Anmerkungen                             |
| Jahr | Titel                                            | DE | AT | CH | UK | US | Anmerkungen                             |
| ---- | ------------------------------------------------ | --- | --- | --- | --- | --- | --------------------------------------- |
| 1991 | Video Retrospective                              | — | — | — | — | — | Erstveröffentlichung: November 1991     |
| 1994 | Alive from Planet Earth                          | — | — | — | — | — | Erstveröffentlichung: 21. Dezember 1994 |
| 2002 | Lenny Live                                       | — | — | — | — | — | Erstveröffentlichung: 2002              |
| 2004 | Where Are We Runnin’?                            | — | — | — | — | — | Erstveröffentlichung: 2004              |
| 2008 | It Is Time for a Love Revolution: Deluxe Edition | — | — | — | — | — | Erstveröffentlichung: 4. Februar 2008   |
| 2015 | Just Let Go: Lenny Kravitz Live                  | — | — | CH3 (2 Wo.)CH | UK28 (1 Wo.)UK | — | Erstveröffentlichung: 23. Oktober 2015  |

## Boxsets
- 2001: Let Love Rule / Mama Said
- 2002: Let Love Rule / Mama Said / Are You
- 2003: 5 / Lenny
- 2004: Lenny / Baptism
- 2011: 2 Original Classic Albums: Are You Gonna Go My Way / 5

## Promoveröffentlichungen
Promo-Singles
- 1994: Spinning Around over You
- 2007: Bring It On
- 2008: Dancin’ Til Dawn
- 2011: Come On Get It
- 2011: Black and White America
- 2011: Push
- 2014: Dirty White Boots

## Statistik

### Chartauswertung
|                     | DE     | AT     | CH     | UK     | US     |
| ------------------- | ------ | ------ | ------ | ------ | ------ |
| Nummer-eins-Alben   | DE1DE  | AT3AT  | CH4CH  | UK1UK  | US—US  |
| Top-10-Alben        | DE11DE | AT11AT | CH12CH | UK3UK  | US3US  |
| Alben in den Charts | DE12DE | AT12AT | CH13CH | UK13UK | US12US |

|                       | DE     | AT     | CH     | UK     | US     |
| --------------------- | ------ | ------ | ------ | ------ | ------ |
| Nummer-eins-Singles   | DE—DE  | AT—AT  | CH—CH  | UK1UK  | US—US  |
| Top-10-Singles        | DE1DE  | AT2AT  | CH3CH  | UK2UK  | US2US  |
| Singles in den Charts | DE22DE | AT16AT | CH24CH | UK22UK | US16US |

|                          | DE    | AT    | CH    | UK    | US    |
| ------------------------ | ----- | ----- | ----- | ----- | ----- |
| Nummer-eins-Videoalben   | DE—DE | AT—AT | CH—CH | UK—UK | US—US |
| Top-10-Videoalben        | DE—DE | AT—AT | CH1CH | UK—UK | US—US |
| Videoalben in den Charts | DE—DE | AT—AT | CH1CH | UK1UK | US—US |

### Auszeichnungen für Musikverkäufe
| Land/RegionAuszeichnungen für Musikverkäufe (Land/Region, Auszeichnungen, Verkäufe, Quellen) | Silber     | Gold       | Platin       | Diamant  | Verkäufe    | Quellen                                                    |
| -------------------------------------------------------------------------------------------- | ---------- | ---------- | ------------ | -------- | ----------- | ---------------------------------------------------------- |
| Argentinien (CAPIF)                                                                          | —          | 7× Gold7   | 3× Platin3   | —        | 268.000     | capif.org.ar AR2                                           |
| Australien (ARIA)                                                                            | —          | 6× Gold6   | 6× Platin6   | —        | 630.000     | aria.com.au                                                |
| Belgien (BRMA)                                                                               | —          | 2× Gold2   | 3× Platin3   | —        | 190.000     | ultratop.be                                                |
| Brasilien (PMB)                                                                              | —          | 2× Gold2   | 5× Platin5   | Diamant1 | 670.000     | pro-musicabr.org.br BR2                                    |
| Chile (IFPI)                                                                                 | —          | —          | Platin1      | —        | 25.000      | Einzelnachweise                                            |
| Dänemark (IFPI)                                                                              | —          | 2× Gold2   | Platin1      | —        | 100.000     | Einzelnachweise                                            |
| Deutschland (BVMI)                                                                           | —          | 6× Gold6   | 3× Platin3   | —        | 2.050.000   | musikindustrie.de                                          |
| Europa (IFPI)                                                                                | —          | —          | 6× Platin6   | —        | (6.000.000) | ifpi.org (Memento vom 1. Januar 2014 im Internet Archive)  |
| Finnland (IFPI)                                                                              | —          | Gold1      | —            | —        | 20.587      | ifpi.fi                                                    |
| Frankreich (SNEP)                                                                            | Silber1    | 6× Gold6   | 4× Platin4   | —        | 1.739.100   | infodisc.fr snepmusique.com                                |
| Irland (IRMA)                                                                                | —          | Gold1      | —            | —        | 7.500       | Einzelnachweise                                            |
| Israel (IFPI)                                                                                | —          | Gold1      | —            | —        | 10.000      | Einzelnachweise                                            |
| Italien (FIMI)                                                                               | —          | 4× Gold4   | 6× Platin6   | —        | 655.000     | fimi.it                                                    |
| Japan (RIAJ)                                                                                 | —          | 2× Gold2   | 4× Platin4   | —        | 1.000.000   | riaj.or.jp JP2                                             |
| Kanada (MC)                                                                                  | —          | 2× Gold2   | 12× Platin12 | —        | 1.300.000   | musiccanada.com                                            |
| Kroatien (HDU)                                                                               | Silber1    | —          | —            | —        | 3.000       | Einzelnachweise                                            |
| Mexiko (AMPROFON)                                                                            | —          | Gold1      | —            | —        | 75.000      | amprofon.com.mx                                            |
| Neuseeland (RMNZ)                                                                            | —          | 2× Gold2   | 8× Platin8   | —        | 162.500     | aotearoamusiccharts.co.nz NZ2                              |
| Niederlande (NVPI)                                                                           | —          | 4× Gold4   | 3× Platin3   | —        | 460.000     | nvpi.nl                                                    |
| Norwegen (IFPI)                                                                              | —          | 2× Gold2   | Platin1      | —        | 100.000     | ifpi.no (Memento vom 5. November 2012 im Internet Archive) |
| Österreich (IFPI)                                                                            | —          | 4× Gold4   | 2× Platin2   | —        | 160.000     | ifpi.at                                                    |
| Polen (ZPAV)                                                                                 | —          | 3× Gold3   | Platin1      | —        | 140.000     | olis.pl                                                    |
| Portugal (AFP)                                                                               | Silber1    | —          | Platin1      | —        | 50.000      | Einzelnachweise                                            |
| Russland (NFPF)                                                                              | —          | Gold1      | —            | —        | 10.000      | 2m-online.ru                                               |
| Schweden (IFPI)                                                                              | —          | 3× Gold3   | Platin1      | —        | 230.000     | sverigetopplistan.se                                       |
| Schweiz (IFPI)                                                                               | —          | 8× Gold8   | 4× Platin4   | —        | 330.000     | hitparade.ch                                               |
| Singapur (RIAS)                                                                              | —          | Gold1      | —            | —        | 7.500       | Einzelnachweise                                            |
| Spanien (Promusicae)                                                                         | —          | 5× Gold5   | 4× Platin4   | —        | 590.000     | elportaldemusica.es ES2 ES3                                |
| Tschechien (IFPI)                                                                            | —          | Gold1      | —            | —        | 5.000       | Einzelnachweise                                            |
| Uruguay (CUD)                                                                                | —          | —          | Platin1      | —        | 6.000       | cudisco.org                                                |
| Vereinigte Staaten (RIAA)                                                                    | —          | 4× Gold4   | 14× Platin14 | —        | 12.200.000  | riaa.com                                                   |
| Vereinigtes Königreich (BPI)                                                                 | 2× Silber2 | 4× Gold4   | 5× Platin5   | —        | 2.975.500   | bpi.co.uk                                                  |
| Insgesamt                                                                                    | 5× Silber5 | 85× Gold85 | 99× Platin99 | Diamant1 |             |                                                            |